# Antizoma angustifolia
Antizoma angustifolia là một loài thực vật có hoa trong họ Biển bức cát. Loài này được (Burch.) Miers ex Harv. mô tả khoa học đầu tiên năm 1860.